# WBSC Premier12
Das WBSC Premier12 ist ein internationales Baseballturnier, das vom Baseball-Weltverband WBSC organisiert wird. Es trat als Weltmeisterschaft des WBSC an die Stelle des 2011 eingestellten WM-Turnieres. Das Turnier wird alle vier Jahre ausgetragen. Die Eröffnungssaison fand im Jahr 2015 statt.

## Hintergrund
Während Baseball von 1992 bis 2008 durchgehend zu den olympischen Sportarten zählte, gehörte die Sportart bei den Olympischen Sommerspielen 2012 und 2016 nicht zum olympischen Programm. Der Premier 12 wurde deshalb als neues Flaggschiff der WBSC gegründet, einerseits um ein alternatives internationales Event zu den Olympischen Spielen aufzubauen und andererseits mit dem Hintergedanken, das Premier 12 2019 als Qualifikation für die Olympischen Sommerspiele 2020 zu nutzen. Mit der erfolgreichen Qualifikation für Tokyo 2020 wurde dies entsprechend umgesetzt: Die jeweils bestplatzierte Nation aus dem amerikanischen Kontinent sowie aus Ozeanien/Asien (ausgenommen Japan) sichert sich die Teilnahme bei den olympischen Spielen 2020.

## Qualifikation
Die Qualifikation erfolgt über die WBSC World Rankings. Die 12 Nationalmannschaften mit den meisten Punkten in dem Ranking qualifizieren sich automatisch für die Teilnahme am Premier 12.

## Teilnehmende Nationen
| Nation                  | 2015 | 2019 | 2024 | Teilnahmen |
| ----------------------- | ---- | ---- | ---- | ---------- |
| Südkorea                | 1    | 2    |      | 2          |
| Vereinigte Staaten      | 2    | 4    |      | 2          |
| Japan                   | 3    | 1    |      | 2          |
| Mexiko                  | 4    | 3    |      | 2          |
| Kanada                  | 5    | ?    |      | 2          |
| Kuba                    | 6    | ?    |      | 2          |
| Niederlande             | 7    | ?    |      | 2          |
| Puerto Rico             | 8    | ?    |      | 2          |
| Taiwan                  | 9    | ?    |      | 2          |
| Venezuela               | 10   | ?    |      | 2          |
| Dominikanische Republik | 11   | ?    |      | 2          |
| Italien                 | 12   | -    |      | 1          |
| Australien              | -    | ?    |      | 1          |
| Nationen                | 12   | 12   |      |            |

## Turniere
| Nr. | Austragung | Zeitraum           | Gastgeber                    | Gold              | Silber             | Bronze             |
| --- | ---------- | ------------------ | ---------------------------- | ----------------- | ------------------ | ------------------ |
| 1   | 2015       | 8. – 21. November  | Taiwan Japan                 | Südkorea          | Vereinigte Staaten | Japan              |
| 2   | 2019       | 2. – 17. November  | Japan Südkorea Mexiko Taiwan | Japan             | Südkorea           | Mexiko             |
| 3   | 2024       | 10. – 24. November | Japan Mexiko Taiwan          | Chinesisch Taipeh | Japan              | Vereinigte Staaten |